# بن الوود
 بن الوود (انگلیسی: Ben Ellwood؛ زاده ۱۲ مارس ۱۹۷۶) یک تنیس‌باز اهل استرالیا است.